# Phyllanthus aoupinieensis
Phyllanthus aoupinieensis är en emblikaväxtart som beskrevs av Maurice Schmid. Phyllanthus aoupinieensis ingår i släktet Phyllanthus och familjen emblikaväxter. Inga underarter finns listade i Catalogue of Life.